# Copa de Liechtenstein 2019-20
La Copa de Liechtenstein 2019-20 (conocida como FL1 Aktiv Cup por ser patrocinada por la empresa de telecomunicaciones Telecom Liechtenstein) fue la edición número 75 de la única competencia de carácter nacional organizada por la Asociación de Fútbol de Liechtenstein (L. F. V.)
El torneo empezó el 21 de agosto de 2019 con el primer partido de la ronda preliminar, entre el Vaduz III y el Triesen y el último partido, indirectamente, fue jugado el 11 de marzo entre el Balzers y el Vaduz, por la primera semifinal.
El 11 de mayo de 2020, la copa fue abandonada debido a la Pandemia por coronavirus quedando sin campeón. El Vaduz, el equipo con el coeficiente más alto de la competencia fue elegido por la Asociación de Fútbol de Liechtenstein para jugar la Liga Europa de la UEFA 2020-21

## Sistema de competición
El torneo consta de cinco rondas, todas ellas serán jugadas por eliminación directa en un solo partido.

### Clasificación a torneos internacionales
El campeón del torneo se clasifica  para la primera ronda de la Liga Europa de la UEFA 2020-21.

## Equipos participantes
| Challenge League 2019-20 (2) | 1. Liga 2019-20 (4)              | 2. Liga 2019-20 (6) | 3. Liga 2019-20 (7)                                  | 4. Liga 2019-20 (8)                                                                 | 5. Liga 2019-20 (9)                               |
| - FC Vaduz TH                | - FC Balzers - USV Eschen/Mauren | - FC Ruggell        | - USV Eschen/Mauren II - FC Triesen - FC Triesenberg | - FC Balzers II - USV Eschen/Mauren III - FC Ruggell II - FC Schaan - FC Triesen II | - FC Schaan II - FC Triesenberg II - FC Vaduz III |

## Rondas previas

### Primera ronda
Los partidos se jugaron entre el 27 y el 28 de agosto de 2019.
| Local              | Resultado | Visitante      | Fecha                | Estadio               |
| ------------------ | --------- | -------------- | -------------------- | --------------------- |
| Vaduz III (9)      | 0 – 6     | Triesen (7)    | 27 de agosto de 2019 | Rheinpark Stadion     |
| Triesenberg II (8) | 3 – 4     | Balzers II (8) | 28 de agosto de 2019 | Sportanlage Leitawies |
| Triesenberg II (9) | 0 – 1     | Schaan II (9)  | 28 de agosto de 2019 | Sportplatz Blumenau   |

### Segunda ronda
Los partidos se jugaron entre el 17 y el 18 de septiembre de 2019
| Local                 | Resultado        | Visitante                | Fecha                    | Estadio                 |
| --------------------- | ---------------- | ------------------------ | ------------------------ | ----------------------- |
| USV Eschen/Mauren (8) | 1 – 3 (t.s.)     | FC Triesenberg (7)       | 17 de septiembre de 2019 | Sportpark Eschen-Mauren |
| FC Schaan (8)         | 5 – 3 (t.s.)     | USV Eschen/Mauren II (7) | 17 de septiembre de 2019 | Sportplatz Rheinwiese   |
| FC Schaan II (9)      | 3 – 3 (4:3 pen.) | FC Ruggell II (8)        | 17 de septiembre de 2019 | Sportplatz Rheinwiese   |
| FC Balzers II (8)     | 2 – 4            | FC Triesen (7)           | 18 de septiembre de 2019 | Sportplatz Rheinau      |

## Etapas finales

### Cuartos de final
Los partidos se jugaron entre el 23 y el 30 de octubre de 2019
| Local              | Resultado | Visitante             | Fecha                 | Estadio               |
| ------------------ | --------- | --------------------- | --------------------- | --------------------- |
| FC Triesenberg (7) | 0 – 5     | FC Ruggell (6)        | 23 de octubre de 2019 | Sportanlage Leitawis  |
| FC Triesen (7)     | 1 – 3     | FC Vaduz (2)          | 23 de octubre de 2019 | Sportplatz Blumenau   |
| FC Schaan II (9)   | 0 – 7     | FC Balzers (4)        | 23 de octubre de 2019 | Sportplatz Rheinwiese |
| FC Schaan (8)      | 0 – 3     | USV Eschen/Mauren (4) | 30 de octubre de 2019 | Sportplatz Rheinwiese |

### Semifinales
| Local       | Resultado | Visitante             | Fecha               | Estadio            |
| ----------- | --------- | --------------------- | ------------------- | ------------------ |
| Balzers (4) | 1 – 6     | Vaduz (2)             | 11 de marzo de 2020 | Sportplatz Rheinau |
| Ruggel (6)  | Cancelado | USV Eschen/Mauren (4) | 7 de abril de 2020  | Freizeitpark Widau |

### Final
| Local     | Resultado | Visitante            | Fecha             | Estadio |
| --------- | --------- | -------------------- | ----------------- | ------- |
| Vaduz (2) | Cancelado | Ganador 2ª semifinal | 6 de mayo de 2020 |         |